# Malthodes muraniensis
Malthodes muraniensis es una especie de coleóptero de la familia Cantharidae.

## Distribución geográfica
Habita en Eslovaquia.